# Symfonie nr. 12 (Glass)
Symfonie nr. 12 "Lodger" is een symfonie van Philip Glass uit 2018. De symfonie is gebaseerd op het album Lodger van David Bowie uit 1979. Het is de laatste van drie symfonieën van Glass die op het werk van Bowie gebaseerd zijn. In 1992 was zijn eerste symfonie gebaseerd op het album Low en in 1996 baseerde hij zijn vierde symfonie op "Heroes". Deze drie albums vormen ook de zogeheten Berlijnse trilogie van Bowie. Glass wilde in 1997 al een symfonie gebaseerd op Lodger schrijven en deed samen met Bowie een aantal ideeën op.
Deze symfonie ging op 10 januari 2019 in première in de Walt Disney Concert Hall in Los Angeles. Het werd uitgevoerd door het Los Angeles Philharmonic Orchestra onder leiding van dirigent John Adams. Op 9 mei 2019 werd het ook uitgevoerd door het London Contemporary Orchestra in het Southbank Centre in Londen.

## Delen
De symfonie bestaat uit zeven delen:
1. "Fantastic Voyage"
2. "Move On"
3. "African Night Flight"
4. "Boys Keep Swinging"
5. "Yassassin"
6. "Repetition"
7. "Red Sails"

In tegenstelling tot zijn vorige symfonieën die op het werk van Bowie waren gebaseerd, haalde Glass de inspiratie uit de teksten van Lodger in plaats van uit de muzikale ideeën op het album. Daarnaast was het orkest groter dan bij zijn vorige composities en is er een zangstem te horen.